# Minus (Label)
Minus, auch bekannt unter m_nus, ist ein Label in der elektronischen Musikszene. Beim Groove Magazine Reader’s Poll 2005 und 2006 wurde m_nus zum Besten Label (international) gewählt.
Es wurde 1998 in Detroit (USA) von Richie Hawtin gegründet. Das Kollektiv des Labels besteht unter anderem aus Künstlern wie Marc Houle und Magda und steht exemplarisch für eine Stilrichtung, die als Minimal Techno bezeichnet wird. Seinen Umzug nach Berlin 2004 begründete Richie Hawtin angeblich mit der wachsenden Verschlossenheit der US-Gesellschaft nach dem 11. September.
2008 feiert das Label seinen zehnten Geburtstag. Die Anzahl der Veröffentlichungen liegt bei über 300.

## Künstler (Auswahl)
- Click Box
- Heartthrob
- Jon Gaiser
- Joran Van Pol
- Joop Junior
- Loco Dice
- Magda
- Marc Houle
- Marco Carola
- Mathew Jonson
- False
- Richie Hawtin (auch als Concept 1 und Plastikman)
- Troy Pierce